# NGC 3603-A1
NGC 3603-A1是一個位於星團NGC 3603的聯星，距離地球約 20000 光年。組成該系統的兩顆恆星以 3.77 日為週期互繞。NGC 3603-A1a 的質量是 116 ± 31 倍太陽質量，而NGC 3603-A1b 則是 89 ± 16 倍太陽質量。該系統的兩顆恆星是能直接量測質量的恆星中最大的，也就是以克卜勒定律判定質量（並非推測）的恆星中最重的。這兩顆恆星的光譜都有發射線（光譜類型 WN6h）。這兩顆恆星是由蒙特利尔大学的團隊發現和測定質量。

## 外部連結
- Space Daily（页面存档备份，存于）
- Sky & Telescope : The Most Massive Star Yet?
- Astronomy : The Most Massive Star（页面存档备份，存于）